# Partito Socialista Progressista (Ucraina)
Il Partito Socialista Progressista, abbreviato in PSPU (in ucraino: Прогресивна соціалістична партія України), è stato un partito politico ucraino fondato il 20 aprile 1996 da due fuoriusciti del Partito Socialista d'Ucraina, Volodymyr Marčenko e Natalija Vitrenko, la quale ne è stata a capo fino al 20 marzo 2022 quando il PSPU, assieme ad altri undici partiti filo-russi, fu messo al bando dal consiglio per la sicurezza e la difesa nazionale dell'Ucraina nel contesto della legge marziale emanata a causa dell'invasione russa dell'Ucraina.

## Storia
Fondato il 20 aprile 1996 da Volodymyr Marčenko e Natalija Vitrenko, il nuovo partito partecipò alle elezioni parlamentari del 1998 toccando la soglia del 4,04%, appena superiore alla soglia di sbarramento prevista dalla legge elettorale. Questo risultato ha portato 16 eletti delle file del PSPU alla Verchovna Rada.
L'anno successivo, alle elezioni presidenziali del 31 ottobre, il partito candidò la sua leader che raggiunse la doppia cifra di consensi al 10,97% risultando la quarta candidata per numero di preferenze, risultato che non le permise comunque di passare al ballottaggio del 14 novembre cui accedettero il presidente uscente Leonid Kučma (uscito poi vincitore col 56,54% dei voti) e Petro Symonenko del Partito Comunista dell'Ucraina.
Alle elezioni parlamentari del 2002, il partito si presentò sotto il nome di "Blocco di Natalija Vitrenko" conquistando il 3,22% dei consensi scendendo quindi sotto la soglia di sbarramento necessaria per portare propri membri alla Verchovna Rada.
Nelle presidenziali del 2004, la leader Vitrenko raggiunse l'1,53% non riuscendo dunque a bissare l'exploit di cinque anni prima. In vista del ballottaggio del 21 novembre diede il suo supporto per la causa del candidato filo-russo Viktor Janukovyč, inizialmente dichiarato vincitore ma sconfitto dopo la ripetizione del voto del 26 novembre resosi necessario per le accuse di brogli promosse sia da alcune città della stessa Ucraina come la capitale Kiev, Leopoli e Ivano-Frankivs'k oltre che da alcune organizzazioni come l'OCSE.
Nel 2006, il PSPU si presentò alle elezioni parlamentari alleato con Rus, partito al tempo filo-russo spostatosi progressivamente su posizioni filo-occidentali col quale formò il blocco di Opposizione poplare. Nonostante l'abbassamento della soglia di sbarramento al 3%, il blocco non riuscì a raggiungerla fermandosi a un modesto 2,93% di consensi. Nell'estate dello stesso anno il blocco si divide per diversità di visioni su varie questioni tra cui la diversa posizione nei confronti dell'adesione dell'Ucraina alla NATO in quanto la componente del PSPU riteneva che la questione fosse già stata fissata nel 1991 con il referendum per l'indipendenza del Paese mentre Rus avrebbe voluto fissare meglio la questione con un nuovo referendum.
Alle elezioni straordinarie dell'anno successivo indette a causa dello scioglimento anticipato della camera, il PSPU torno a presentarsi da solo perdendo ulteriori consensi scivolando all'1,32%.
Alle elezioni presidenziali del 2010, il PSPU propose nuovamente la sua leader ma la commissione elettorale centrale rifiutò la candidatura non avendo la Vitrenko pagato i 2,5 milioni di hryven' richiesti per depositare la candidatura.

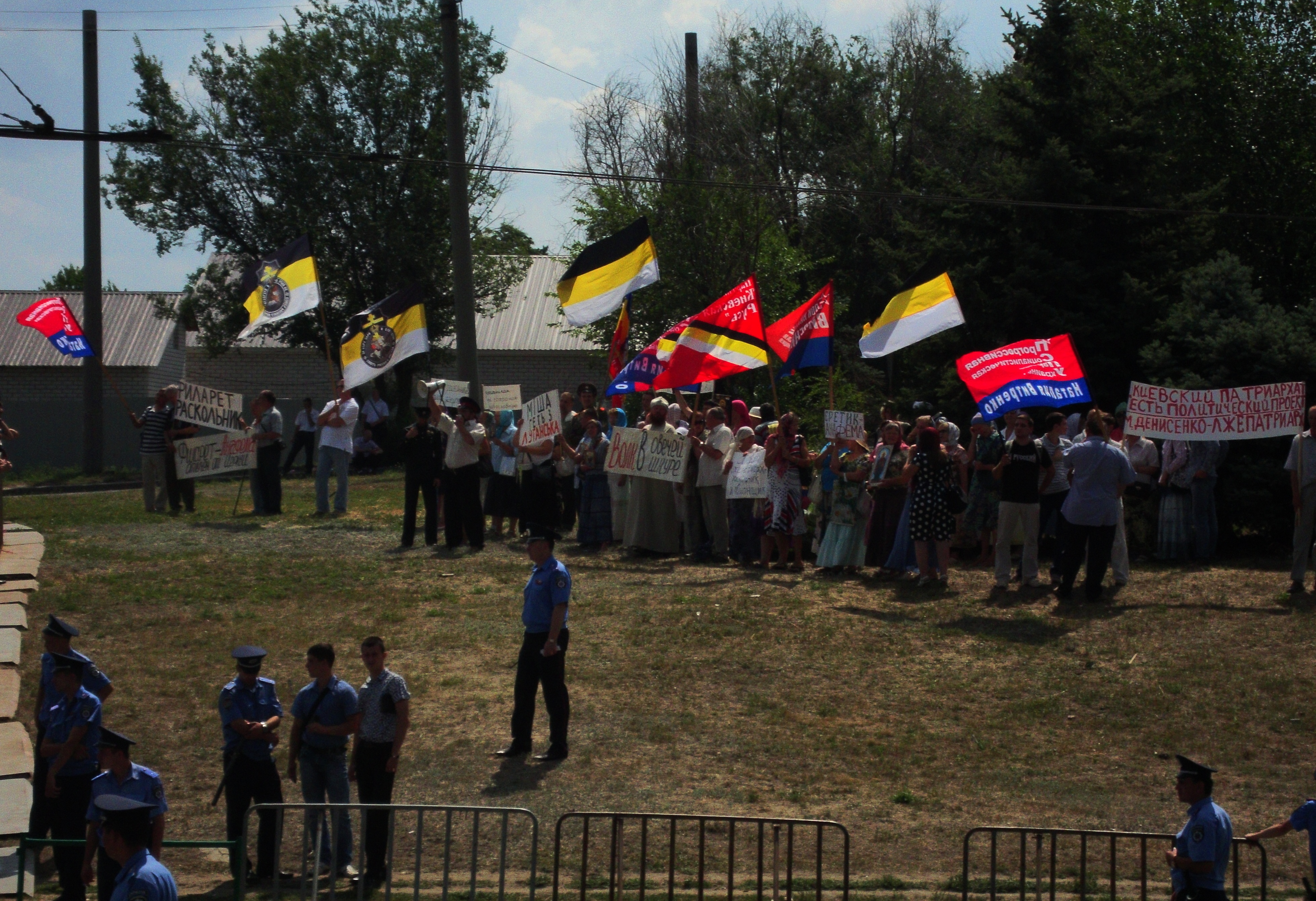
Manifestazione contro la visita di Filarete di Kiev a Luhans'k, 20 luglio 2013. Si notano le bandiere del PSPU e dell'Unione Popolare Russa

Il PSPU non si è più presentato alle elezioni parlamentari e presidenziali sin dal 2007 ma ha continuato a prendere parte alle varie elezioni locali.
Nel marzo 2022, il partito è stato colpito dalla messa al bando che ha interessato i partiti con posizioni filo-russe a causa della legge marziale promossa nell'ambito dell'invasione russa.